# Mecha
Mecha (メカ, Meka) of mechs zijn fictieve robotische voertuigen, vaak bestuurd door een piloot. Mecha zijn vaak, maar niet altijd, bipedaal.

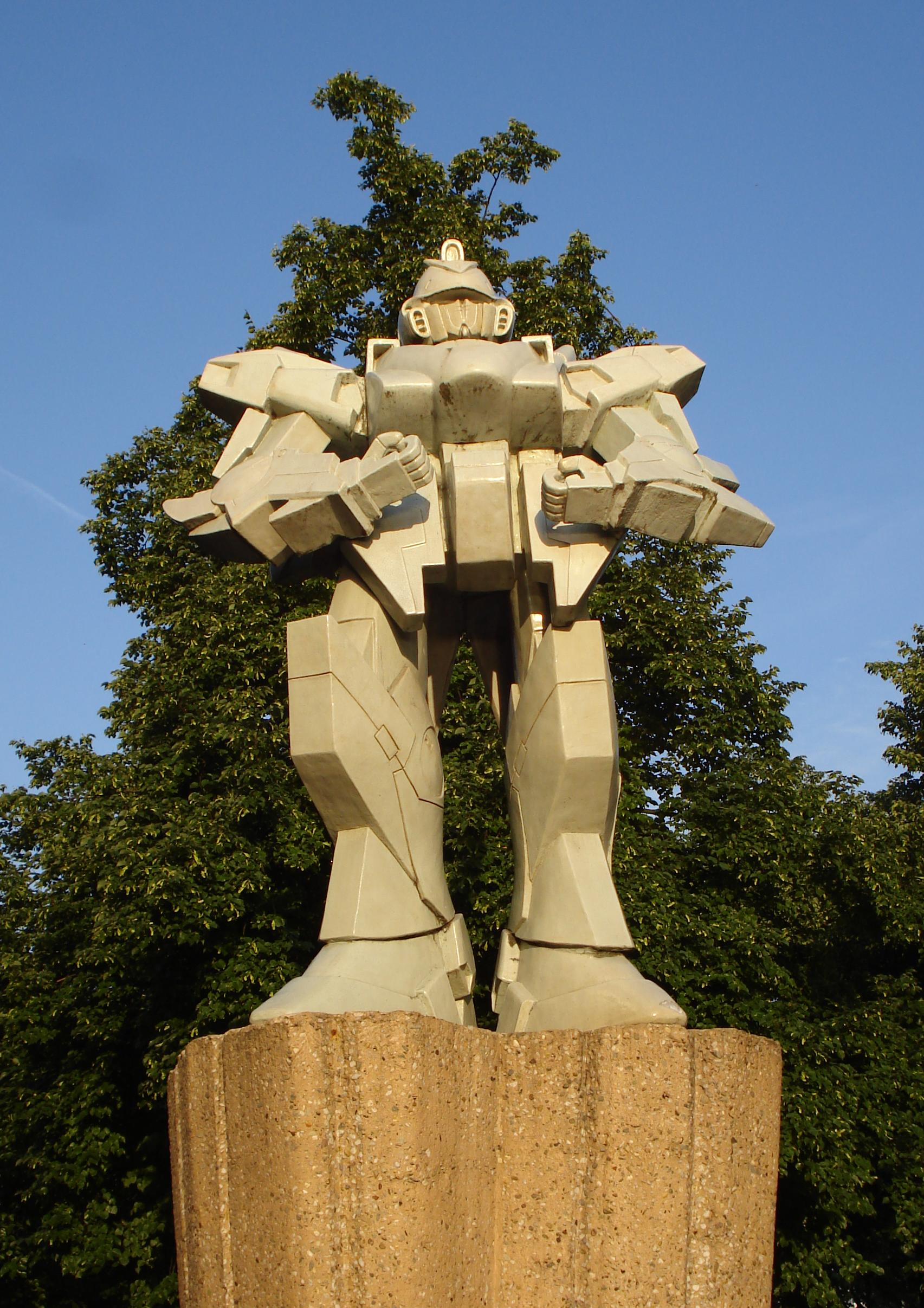
Standbeeld van een mecha in Rotterdam

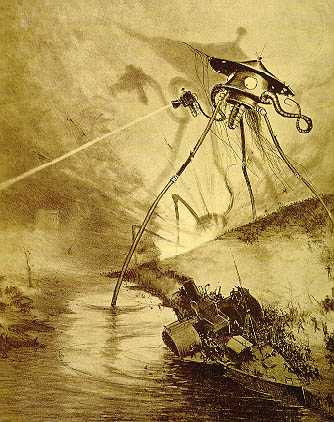
De driepoten uit De oorlog der werelden worden vaak gezien als de eerste vormen van mecha in fictie

De term "mecha" is een Japanse afkorting voor het Engelse woord "mechanical" (メカニカル, Mekanikaru) en heeft een bredere betekenis dan "reuzenrobots". In het Japans staat "mecha" voor alle mechanische voorwerpen, waaronder auto’s, vuurwapens en computers. De Japanners gebruiken de term "robots" (ロボット, Robotto) of "reuzenrobots" (巨大ロボット, Kyodai robotto, Engels: giant robots) voor de gevechtsmachines. Buiten Japan heeft de term mecha vooral betrekking op de robotische gevechtsmachines zoals die in veel Japanse sciencefictionseries en -films een rol spelen. De term wordt in het algemeen geassocieerd met enorme mensachtige robots, maar is van toepassing op elk soort machine dat zich voortbeweegt op benen in plaats van wielen, waaronder bijvoorbeeld de AT-AT uit Star Wars.
In de meeste sciencefictionverhalen waar mecha in voorkomen zijn mecha oorlogsmachines: gepantserde voertuigen met benen in plaats van rupsbanden of wielen. Sommige verhalen, zoals de manga Patlabor, bevatten ook mecha die meer voor dagelijks gebruik zijn.
Machines die zich op benen voortbewegen bestaan in de realiteit, voorbeelden zijn SpotMini en Atlas, robots die werden ontworpen door het Amerikaanse bedrijf Boston Dynamics.

## Geschiedenis
Het boek De oorlog der werelden van H.G. Wells wordt doorgaans gezien als een van de eerste werken waar mecha in voorkomen (alsmede een van de eerste werken waarin gemechaniseerde oorlogsvoering voorkwam, die de loop van de geschiedenis in de 20ste eeuw zou bepalen). In dit boek komen de driepoten (Tripods) voor waarmee de marsbewoners de Aarde aanvallen. In 1880 kwam Jules Verne echter al met het boek Het stoomhuis, waarin een door stoomkracht aangedreven robotische olifant voorkomt. Deze kan ook als een oud voorbeeld van mecha in fictie worden gezien.
Het concept van mecha werd echter vooral populair toen het zijn intrede deed in Japanse manga-, anime- en tokusatsuseries.
In westerse landen duiken mecha tegenwoordig vooral op in computerspellen, vooral spellen uit het actie- en strategiegenre. Een van de bekendste spellen met mecha in de hoofdrol is BattleTech.

## Het robot/mechagenre in Japan
In Japan is "robot-anime" (ook bekend als "mecha-anime" buiten Japan) een genre met in de hoofdrol de machines en hun piloten. In dit genre zijn mecha meestal mensachtige machines van minimaal zes meter hoog en met een groot arsenaal aan wapens. Een bekend voorbeeld is de Gundam-serie. Verhalen over mecha behoren tot de oudste in de geschiedenis van anime.
Robot/mecha-anime en -manga verschillen sterk in verhaal en animatiekwaliteit, afhankelijk van de titel. Ook de inhoud varieert van kinderprogramma's tot series die meer gericht zijn op tieners of zelfs volwassenen.
Sommige robotmecha's kunnen transformeren uit een ander voertuig (Macross), of zijn opgebouwd uit meerdere losse voertuigen (Voltron en de zords uit Power Rangers).
Het genre begon met Mitsuteru Yokoyama's manga Tetsujin 28-go uit 1956 (die in 1963 ook werd omgezet tot animeserie, en buiten Japan uitgebracht onder de titel Gigantor). Dit staat echter ter discussie omdat de robot in deze manga op afstand bestuurd werd, terwijl de term mecha meer van toepassing is op robots/machines die van binnenuit worden bestuurd. Niet lang hierna werd het genre verder uitgewerkt door Go Nagai. Mazinger Z, zijn bekendste creatie, was niet alleen de eerste succesvolle super robot-animeserie maar ook de pionier van het mechagenre.
De komst van Gundam in 1979 wordt gezien als het moment waarop het mechagenre in twee subgenres werd verdeeld:
Super robothierin staan ultratech mecha centraal die vaak elementen van het mystieke en het bovennatuurlijke bevatten. De robots in deze series zijn bijna onverwoestbaar (ze raken alleen beschadigd als dit van belang is voor de plot van een aflevering), zijn doorgaans de enige in hun soort, kunnen tekenen van kunstmatige intelligentie vertonen en beschikken vaak over wapens die vrijwel nooit zonder munitie lijken te raken. De mecha is in deze series vaak de centrale figuur.
Real roboteen genre waarin de mecha worden neergezet als meer hulpmiddelen en standaard machines. In deze series worden mecha vaak op grote schaal geproduceerd voor militaire doelen. Ze zijn niet onkwetsbaar en hebben net als echte machines regelmatig onderhoud nodig. Het is niet ondenkbaar dat ze voor het einde van de serie worden vernietigd waarna er een nieuwe mecha gebouwd moet worden. De mecha zijn in deze series niet meer dan geavanceerde voertuigen/hulpmiddelen. De echte focus van de verhalen ligt op de piloot.
Niet alleen in manga en anime, maar ook in tokusatsuseries spelen mecha vaak een grote rol. Een bekend voorbeeld zijn de Super Sentai-series.

## Spellen

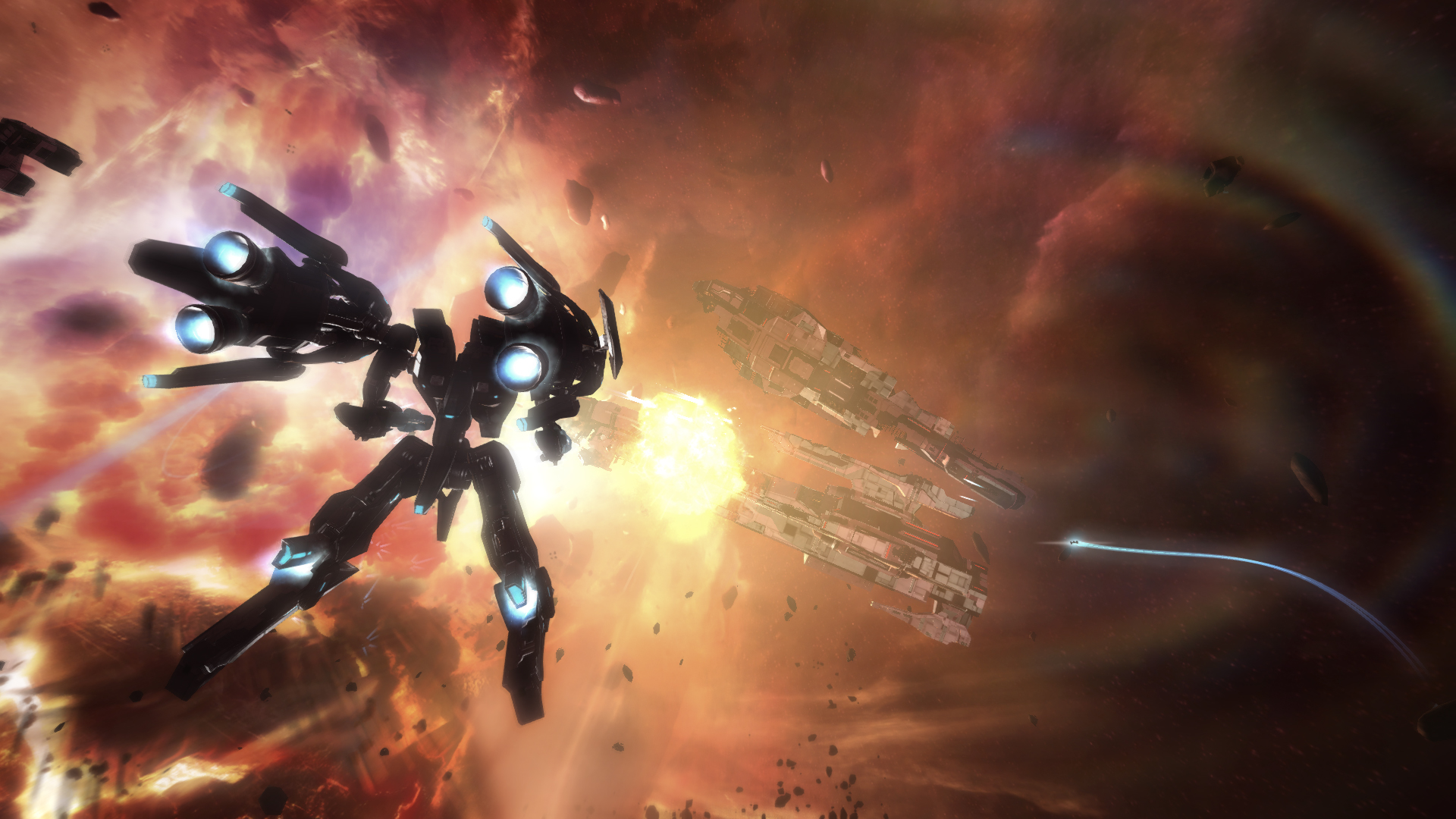
Het spel Strike Suit Zero

Vanwege hun omvang en kracht zijn mecha zeer populair in spellen, zowel tabletop- als elektronische spellen.
Tabletopspellen die rond mecha draaien zijn o.a. Dougram, BattleTech, Mekton, Heavy Gear, Jovian Chronicles, Gear Krieg, Mecha!, OHMU.
Daarnaast komen mecha voor in computerspellen. Voorbeelden zijn de Super Robot Wars-serie, Zone of the Enders, MechWarrior en MechCommander.
Ook enkele niet mecha-georiënteerde spellen gebruiken mecha-achtige machines, zoals Command & Conquer: Tiberian Sun en Command & Conquer 3: Tiberium Wars, StarCraft, Supreme Commander, Warhammer 40,000 en Sonic CD.

## Schaalmodellen
Het in elkaar zetten en schilderen van mechaschaalmodellen is een favoriete bezigheid onder fans van het genre.